# Rozejm izraelsko-egipski (1949)
Rozejm izraelsko-egipski – traktat rozejmowy o zawieszeniu broni podpisany przez Izrael i Egipt w dniu 24 lutego 1949 na greckiej wyspie Rodos. Zawarcie umowy oficjalnie kończyło działania wojenne I wojny izraelsko-arabska na froncie południowym i ustanawiało linię demarkacyjną pomiędzy wojskami izraelskimi i egipskimi.

## Historia
Przyjęta w dniu 29 listopada 1947 Rezolucja Zgromadzenia Ogólnego ONZ nr 181 decydowała o podziale Palestyny na dwa państwa: żydowskie i arabskie. Przywódcy społeczności arabskiej odrzucili plan podziału i rozpoczęli wojnę domową w Mandacie Palestyny (1947–1948). W maju 1948, w działania wojenne zaangażowały się sąsiednie państwa arabskie, rozpoczynając I wojnę izraelsko-arabską. Jesienią wojska izraelskie zyskały na tyle dużą przewagę, że przejęły inicjatywę i usunęły siły arabskie z Galilei i pustyni Negew. Kolejne działania wojenne doprowadziły do silnej międzynarodowej akcji politycznej i rozpoczęcia 12 stycznia 1949 tajnych rozmów izraelsko-egipskich na wyspie Rodos.
We wszystkich rozmowach uczestniczył Mediator Narodów Zjednoczonych w Palestynie, Ralph Bunche. Szefem izraelskiej delegacji był dyrektor generalny w Ministerstwie Spraw Zagranicznych, dr Walter Etan. Towarzyszyli mu Reuwen Sziloah i Elijjahu Sason oraz radca prawny. W skład personelu wojskowego delegacji weszli: gen. Jigael Jadin, oraz dwaj oficerowie wywiadu – majorowie Arje Simon i Jehoszafat Harkabi. W rozmowach wzięlu udział także gen. Dawid Sze’alti’el i gen. Icchak Rabin. Szefem egipskiej delegacji był płk. Mohammed Seif al-Din, któremu towarzyszyło dwóch pułkowników i dwóch wysokich oficerów wywiadu, radca prawny i dwóch konsultantów politycznych.
Egipcjanie od samego początku rozmów postawili bardzo ciężkie warunki, żądając na podstawie Rezolucji Rady Bezpieczeństwa nr 61 wycofania izraelskich wojsk na pozycje sprzed 14 października 1948. Konsekwencją tych żądań byłoby wycofanie Izraelczyków na linię al-Majdal-Hebron, i oddanie Egipcjanom Beer Szewy z całą pustynią Negew. Izrael zajął stanowisko, że wojska egipskie powinny wycofać się poza linię dawnej granicy międzynarodowej pomiędzy Egiptem a Mandatem Palestyny. Aby zachęcić drugą stronę do ustępstw, Izrael zgodził się na uwolnienie okrążonej w rejonie Al-Faludża egipskiej 4 Brygady (4 tys. żołnierzy). Nie widząc jednak żadnych postępów w rozmowach, delegacja izraelska wycofała się z wcześniejszej zgody i pod koniec miesiąca rozmowy utknęły w martwym punkcie.
Impas w rozmowach zakończył się wraz z zabójstwem przywódcy Bractwa Muzułmańskiego, Hassana al-Banna. Został on zastrzelony 12 lutego 1949 w Kairze przez egipskich agentów rządowych. Dzięki temu egipski rząd uzyskał większą swobodę w prowadzeniu negocjacji. Aby przełamać impas, Stany Zjednoczone wystosowały stosowny apel do obu delegacji państwowych. W dniu 24 lutego 1949 nastąpiło podpisanie rozejmu izraelsko-egipskiego. Szef rządu

## Tekst umowy
Obszar państwa żydowskiego przyznany w 1947
     Obszar państwa arabskiego, który w 1949 pozostał pod kontrolą Egiptu i Transjordanii
     Obszar państwa arabskiego, który w 1949 pozostał pod kontrolą Izraela
     Corpus separatum Jerozolimy
Preambuła

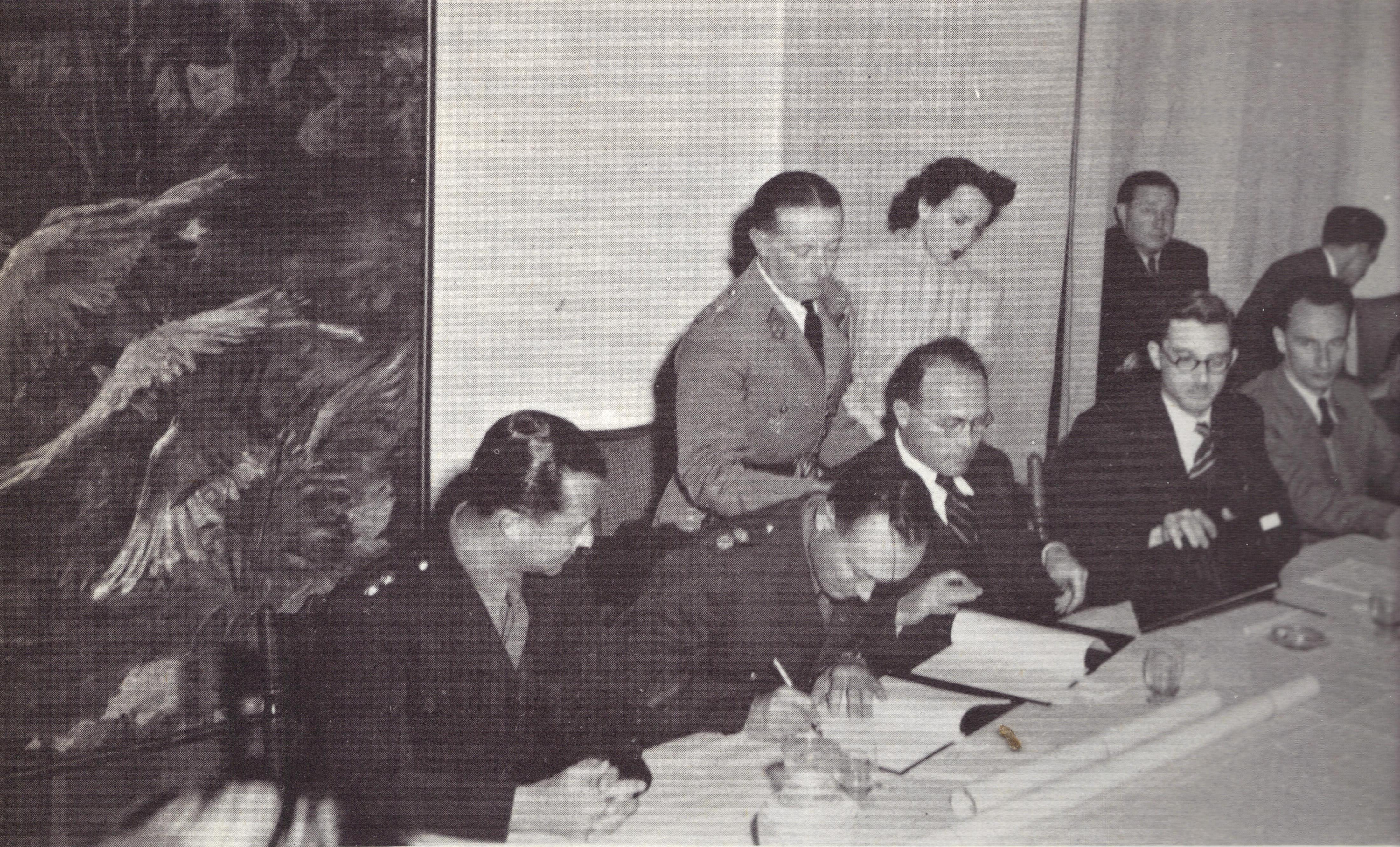
Podpisanie porozumienie, 24 lutego 1949

Obszar państwa żydowskiego przyznany w 1947
Obszar państwa arabskiego, który w 1949 pozostał pod kontrolą Egiptu i Transjordanii
Obszar państwa arabskiego, który w 1949 pozostał pod kontrolą Izraela
Corpus separatum Jerozolimy

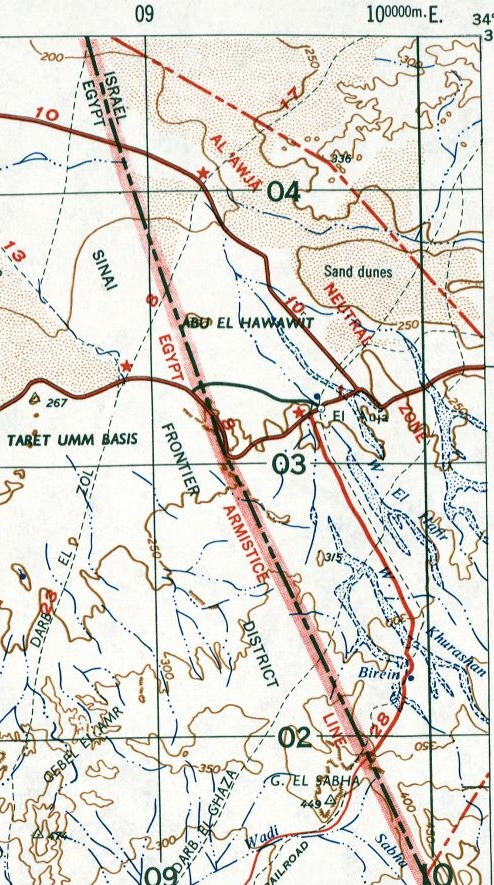
Mapa Strefy Zdemilitaryzowanej Auja

Strony niniejszej Umowy, w odpowiedzi na Rezolucję Rady Bezpieczeństwa z dnia 16 listopada 1948 wzywającą ich, jako kolejny środek zgodnie z Artykułem 40 Karty Narodów Zjednoczonych w celu ułatwienia przejścia od obecnego rozejmu do trwałego pokoju w Palestynie, wynegocjowały Rozejm; podjęły decyzję o rozpoczęciu negocjacji pod Przewodnictwem Narodów Zjednoczonych koncentrując się nad wdrożeniem rezolucji Rady Bezpieczeństwa ONZ z 4 i 16 listopada 1948; i po wyznaczeniu przedstawicieli uprawnionych do negocjacji i zawarcia Porozumienia o Rozejmie;
Prawomocni przedstawiciele, posiadający władzę powierzoną im przez swoje Rządy, zgodzili się na następujące postanowienia:
Artykuł I
W celu wspierania powrotu do trwałego pokoju w Palestynie i uznania znaczenia wzajemnych zapewnień dotyczących przyszłych operacji wojskowych Stron, następujące zatwierdzone zasady będą w pełni przestrzegane przez obie Strony podczas Rozejmu:
1. Nakaz Rady Bezpieczeństwa aby unikać siły militarnej przy rozwiązywaniu kwestii Palestyny będzie odtąd skrupulatnie przestrzegany przez obie Strony.
2. Strony zobowiązują się nie podejmować żadnych planowanych agresywnych działań przez lądowe siły zbrojne, morskie lub powietrzne, które zagrażałyby ludziom lub innym siłom zbrojnym; przy założeniu, że użycie terminu „planowanych” w tym kontekście nie odnosi się do normalnego planowania sztabowego jako ogólnej praktyki organizacji wojskowych.
3. W pełni będzie przestrzegano prawo do bezpieczeństwa i wolności od strachu przed atakiem innych sił zbrojnych każdej ze Stron.
4. Ustanowienie zawieszenia broni między siłami zbrojnymi obu Stron jest uznane jako niezbędny krok w kierunku zakończenia konfliktu zbrojnego i przywrócenia pokoju w Palestynie.

Artykuł II
1. Na podstawie powyższych zasad i rezolucji Rady Bezpieczeństwa z 4 i 16 listopada 1948, niniejszym zostaje ogłoszony generalny rozejm między lądowymi, morskimi i powietrznymi siłami zbrojnymi obu Stron.
2. Wszystkie elementy lądowych, morskich lub powietrznych sił zbrojnych lub sił paramilitarnych jednej ze Stron, włączając w to siły nieregularne, są zobowiązane do nie podejmowania jakichkolwiek wrogich działań przeciwko siłom zbrojnym lub siłom paramilitarnym drugiej Strony, lub wobec ludności cywilnej będącej na terytorium pod kontrolę tej Strony; są zobowiązane do nieprzekraczania jakichkolwiek punktów Linii Demarkacyjnej Rozejmu określonej w Artykule IV niniejszej Umowy, z wyjątkiem sytuacji przewidzianych w Artykule III niniejszej Umowy; i nie mogą naruszać międzynarodowych granic; lub naruszać przestrzeń powietrzną drugiej Strony lub wkraczać na wody w odległości trzech mil od linii brzegowej drugiej Strony.

Artykuł III
1. Zgodnie z Rezolucją Rady Bezpieczeństwa z dnia 4 listopada 1948[2], a w celu wprowadzenia w życie Rezolucji Rady Bezpieczeństwa z 16 listopada 1948, Egipskie Siły Zbrojne zostaną wycofane z obszaru Al-Faludża.
2. Wycofanie rozpocznie się następnego dnia po podpisaniu niniejszej Umowy, o godzinie 05:00 GMT, i będzie poza granicę egipsko-palestyńską.
3. Wycofanie odbędzie się pod nadzorem Narodów Zjednoczonych i zgodnie z Planem Wycofania określonym w Aneksie I do niniejszej Umowy.

Artykuł IV
Ze szczególnym uwzględnieniem realizacji rezolucji Rady Bezpieczeństwa z 4 i 16 listopada 1948, następujące zasady i cele są potwierdzone:
1. Zostaje uznana zasada Rady Bezpieczeństwa, że podczas rozejmu nie mogą być odniesione żadne korzyści militarne lub polityczne.
2. Uznaje się również, że podstawowe cele i duch Rozejmu nie będą służyć do przywrócenia wcześniej zajmowanych pozycji wojskowych, zmieniania obecnie zajmowanych na inne niż wyraźnie przewidziane w niniejszej Umowie, lub przemieszczania sił zbrojnych obu stron poza pozycje zajmowane w czasie podpisania niniejszej Umowy.
3. Uznaje się prawa, roszczenia lub interesy o charakterze nie-militarnym na obszarze Palestyny objętym niniejszą Umową, które każda ze Stron może dochodzić; a także te nie włączone w negocjacje o Rozejmie, według uznania Stron, będą później ustalone. Należy podkreślić, że nie jest celem niniejszej Umowy ustanowienie wzmocnienia lub osłabienia lub pozbawienia w jakikolwiek sposób, jakiś terytoriów, pozbawienie wolności lub innych praw, roszczeń lub interesów, które może dochodzić każda ze Stron w obszarze Palestyny lub którejkolwiek jej części lub miejscu obowiązywania niniejszej Umowy, jeśli twierdzi, że posiada prawa, roszczenia lub interesy wynikające z rezolucji Rady Bezpieczeństwa, w tym rezolucji z 4 listopada 1948 i Memorandum z 13 listopada 1948 w celu ich wykonania. Postanowienia niniejszej Umowy są podyktowane wyłącznie względami wojskowymi i obowiązują jedynie w okresie Rozejmu.

Artykuł V
1. Linie określone w Artykule VI niniejszej Umowy wyznacza się jako Linię Demarkacyjną Rozejmu, zgodnie z celem i zamiarem rezolucji Rady Bezpieczeństwa z 4 i 16 listopada 1948.
2. Linię Demarkacyjną Rozejmu nie należy interpretować w jakimkolwiek sensie jako granicę państwową lub terytorialną, jest wyznaczona bez uszczerbku praw, roszczeń i pozycji którejkolwiek ze Stron Rozejmu w odniesieniu do ostatecznego rozwiązania kwestii Palestyny.
3. Podstawowym celem Linii Demarkacyjnej Rozejmu jest wyznaczenie linii, za które nie mogą przesunąć się siły zbrojne poszczególnych Stron, z wyjątkiem sytuacji przewidzianych w Artykule III niniejszej Umowy.
4. Regulaminy sił zbrojnych Stron, które zakazują cywilom przekraczania linii walk lub wkraczania na obszar pomiędzy liniami, pozostają w mocy po podpisaniu niniejszej Umowy, w odniesieniu do Linii Demarkacyjnej Rozejmu określonej w Artykule VI.

Artykuł VI
1. W obszarze Gaza-Rafah Linia Demarkacyjna Rozejmu jest określona w punkcie 2.B Memorandum z 13 listopada 1948 w sprawie wprowadzenia w życie rezolucji Rady Bezpieczeństwa z 4 listopada 1948, czyli linia od wybrzeża u ujścia Wadi Hasi w kierunku wschodnim przez Dajr Sunajd, przez Autostradę Gaza-al Majdal do punktu oddalonego o 3 km na wschód od Autostrady, potem w kierunku południowym do Autostrady Gaza-al Majdal, i dalej do granicy egipskiej.
2. W ramach tej linii egipskie siły nie mają obecnie żadnych pozycji, włącznie z Bajt Hanun i jej okolicą, z której izraelskie siły wycofają się na północ od Linii Demarkacyjnej Rozejmu, oraz z wszystkich innych pozycji położonych wzdłuż linii wymienionej w paragrafie 1, siły izraelskie powinny być ewakuowane jak określono to w paragrafie 3.
3. Izraelskie placówki zostaną ograniczone do siły plutonu, i mogą być utrzymane w tym obszarze w następujących punktach: Dajr Sunajd, po północnej stronie Wadi (MR 10751090); 700 SW Sa’ad (MR 10500982); Kopalnie Siarki (MR 09870924); Tall-Jamma (MR 09720887); and KH AL Ma’in (MR 09320821). Izraelska placówka utrzymywana na Cmentarzu (MR 08160723) będzie ewakuowana w dzień po podpisania niniejszej Umowy. Izraelski posterunek na Wzgórzu 79 (MR 10451017) będzie ewakuowany nie później niż cztery tygodnie po podpisaniu niniejszej Umowy. Po ewakuacji powyższych placówek, nowe izraelskie placówki mogą być ustanowione w MR 08360700, oraz w punkcie na wschód od Wzgórza 79 na wschód od Linii Demarkacyjnej Rozejmu.
4. W obszarze Betlejem-Hebron, gdzie pozycje utrzymują egipskie siły, postanowienia niniejszej Umowy stosują się do sił obu Stron w każdej z tych miejscowości, zaakceptują Linię Demarkacyjną Rozejmu i wzajemne porozumienia dotyczące wycofania i redukcji sił, które mogą być przyjęte przez Strony w czasie obowiązywania Umowy Rozejmu, w zależności od woli Stron.

Artykuł VII
1. Strony niniejszej Umowy uznają, że w niektórych sektorach na całej powierzchni obszaru przebywają siły trzeciej strony nie objętej niniejszą Umową, co sprawie, że nie można stosować wszystkich postanowień Umowy w tych sektorach. Z tego powodu, do czasu zawarcia Umowy Rozejmu z tą trzecią stroną, postanowienia niniejszej Umowy dotyczące wzajemnej redukcji i wycofania sił stosują się tylko do frontu zachodniego, a nie do frontu wschodniego.
2. Obszary wchodzące we fronty zachodni i wschodni zostały określone przez Szefa Sztabu Organizacji Nadzorującej Rozejm Narodów Zjednoczonych, na podstawie rozmieszczenia sił i ostatnich działań wojskowych lub przyszłych możliwości tych terenów. Definicje forntu zachodniego i wschodniego są określone w Aneksie II niniejszej Umowy.
3. W obszarze zachodniego frontu pozostającego pod egipską kontrolą, mogą być utrzymane jedynie egipskie siły obronne. Wszystkie inne egipskie siły wycofają się z tego obszaru do punktu lub punktów położonych na wschód od el-Arisz-Abu Ageila.
4. W obszarze zachodniego frontu pozostającego pod izraelską kontrolą, mogą być utrzymane jedynie izraelskie siły obronne, które są rozlokowane w osiedlach, które mogą być utrzymane. Wszystkie inne izraelskie siły wycofają się z tego obszaru do punktu lub punktów położonych na północ od linii wyznaczonej przez paragraf 2.A Memorandum z 13 listopada 1948 w sprawie wprowadzenia w życie rezolucji Rady Bezpieczeństwa z 4 listopada 1948.
5. Siły obronne, o których mowa w paragrafach 3 i 4 powyżej, są określone w Aneksie III do niniejszej Umowy.

Artykuł VIII
1. Obszar obejmujący wioskę Audża al-Hafir i okolicę, jak określono w paragrafie 2 tego Artykułu, zostanie zdemilitaryzowany, i zarówno egipskie jak i izraelskie siły zbrojne całkowicie go opuszczą. Przewodniczący Mieszanej Komisji Rozejmu ustanowionej przez Artykuł X niniejszej Umowy oraz Organizacja Nadzorująca Rozejm Narodów Zjednoczonych są odpowiedzialni za zapewnienie pełnej realizacji tego postanowienia.
2. Obszar zdemilitaryzowany jest następujący: od punktu na granicy Egiptu i Palestyny 5 km na północny zachód od skrzyżowania drogi Rafah-Auja z granicą (MR 08750468), na południowy wschód do Khashm El Mamdud (MR 09650414), stąd na południowy wschód do Wzgórza 405 (MR 10780285), następnie na południowy zachód do punktu na granicy Egiptu i Palestyny 5 km na południowy wschód od skrzyżowania dawnych torów kolejowych i granicy (MR 09950145), następnie powrót na północny zachód wzdłuż granicy Egiptu i Palestyny, do miejsca początkowego.
3. Po Egipskiej stronie granicy, naprzeciw obszaru Auja, nie może być pozycji obronnych bliżej niż al-Kusajma i Abu Ageila.
4. Droga Taba-al Kusajma-Auja nie może być obsadzona żadnymi siłami zbrojnymi w celu wkroczenia do Palestyny.
5. Ruch sił zbrojnych jednej ze Stron niniejszej Umowy w którejkolwiek części obszaru określonego w paragrafie 2 niniejszego Artykułu, w dowolnym celu, lub nie podporządkowanie się którejkolwiek ze Stron pod przestrzeganie któregokolwiek z postanowień niniejszego Artykułu, w przypadku potwierdzenia tego przez reprezentantów Narodów Zjednoczonych, stanowi rażące naruszenie niniejszej Umowy.

Artykuł IX
Wszyscy jeńcy wojenni przetrzymywani przez Strony niniejszej Umowy, należący do regularnych lub nieregularnych sił zbrojnych drugiej Strony, powinni być wymienieni w następujący sposób:
1. Wymiana jeńców wojennych podlega nadzorowi i całkowitej kontroli Narodów Zjednoczonych. Wymiana rozpocznie się w ciągu dziesięciu dni po podpisaniu niniejszej Umowy i zostanie zakończona nie później niż dwadzieścia jeden dni później. Po podpisaniu niniejszej Umowy, Przewodniczący Mieszanej Komisji Rozejmu ustanowionej przez Artykuł X niniejszej Umowy, w porozumieniu z odpowiednimi władzami wojskowymi Stron, opracuje plan wymiany jeńców wojennych w wyżej wymienionym czasie, określając daty i miejsca wymiany oraz wszystkie inne istotne szczegóły.
2. Jeńcy wojenni, przeciwko którym prowadzone jest postępowanie karne, jak i skazani za przestępstwa lub inne wykroczenia, są objęci tą wymianą więźniów.
3. Wszystkie przedmioty użytku osobistego, przedmioty wartościowe, listy, dokumenty, znaki identyfikacyjne i inne osobiste rzeczy jakiegokolwiek rodzaju, należące do jeńców wojennych, którzy są wymieniani, są im zwracane, lub jeśli uciekli lub zmarli, Stronie do której sił zbrojnych należeli.
4. Wszystkie sprawy nie wyraźnie określone w niniejszej Umowie ustala się zgodnie z zasadami określonymi na Międzynarodowej Konwencji dotyczącej Traktowania Jeńców Wojennych, podpisanej w Genewie dnia 27 lipca 1929.
5. Mieszana Komisja Rozejmu ustanowiona przez Artykuł X niniejszej Umowy ponosi odpowiedzialność za zlokalizowanie osób zaginionych, wojskowych lub cywilnych, w granicach obszarów kontrolowanych przez każdą ze Stron, w celu ułatwienia ich sprawnej wymiany. Każda ze Stron zobowiązuje się do pełnej współpracy z Komisją i udzielenia pomocy w wykonywaniu tej funkcji.

Artykuł X
1. Wykonanie postanowień niniejszej Umowy powinno być nadzorowane przez Mieszaną Komisję Rozejmu składającą się z siedmiu członków, z których każda ze Stron niniejszej Umowy wyznacza po trzech, a Przewodniczącym jest Szef Sztabu Organizacji Nadzorującej Rozejm Narodów Zjednoczonych lub wskazany przez niego wysoki oficer z personelu Obserwatorów tej Organizacji, po konsultacji z obydwoma Stronami niniejszej Umowy.
2. Mieszana Komisja Rozejmu ma swoją siedzibę w Auja, i organizuje tam spotkania w takich terminach, jakie uzna za konieczne dla skutecznej organizacji prac.
3. Mieszana Komisja Rozejmu zostanie powołana na swoje pierwsze spotkanie przez Szefa Sztabu Organizacji Nadzorującej Rozejm Narodów Zjednoczonych w terminie nie później niż tydzień po podpisaniu niniejszej Umowy.
4. Decyzje Mieszanej Komisji Rozejmu, o ile to możliwe, będą oparte na zasadzie jednomyślności. W przypadku braku jednomyślności, decyzje są podejmowane większością głosów członków obecnych i głosujących Komisji. W kwestiach spornych, przysługuje odwołanie do Komitetu Specjalnego, złożonego z Szefa Sztabu Organizacji Nadzorującej Rozejm Narodów Zjednoczonych i po jednym z członków Egipskiej i Izraelskiej Delegacji na Konferencję Rozejmu na Rodos lub innego wysokiego oficera, której wszystkie odpowiedzi na takie pytanie są ostateczne. Jeśli w ciągu tygodnia czasu od wydania tej decyzji nie ma odwołania od decyzji Komisji, decyzja ta jest traktowana jako ostateczna. Odwołania do Komisji Specjalnej przedstawia się Szefowi Sztabu Organizacji Nadzorującej Rozejm Narodów Zjednoczonych, który w najbliższym możliwie terminie zwołuje Komisję.
5. Mieszana Komisja Rozejmu sporządza swój wewnętrzny regulamin. Posiedzenia zwoływane są z odpowiednim wyprzedzeniem przez Przewodniczącego. Na posiedzeniach kworum decyzje zapadają większością głosów jej członków.
6. Komisja jest uprawniona do zatrudniania Obserwatorów, którzy mogą pochodzić z organizacji wojskowych Stron lub z personelu wojskowego Organizacji Nadzorującej Rozejm Narodów Zjednoczonych, lub z obu, w takiej ilości, jaka będzie niezbędna do wykonywania jej funkcji. W przypadku zatrudnienia Obserwatorów Narodów Zjednoczonych, powinni oni pozostać pod dowództwem Szefa Sztabu Organizacji Nadzorującej Rozejm Narodów Zjednoczonych. Zadania o charakterze ogólnym powierzane Obserwatorom Narodów Zjednoczonych zatrudnianym przez Mieszaną Komisję Rozejmu, podlegają zatwierdzeniu przez Szefa Sztabu Narodów Zjednoczonych lub jego wyznaczonego przedstawiciela w Komisji, w zależności od pracy Przewodniczącego.
7. Skargi i roszczenia przedstawiane przez każdą ze Stron w odniesieniu do stosowania niniejszej Umowy są bezwłocznie przedstawiane Przewodniczącemu Mieszanej Komisji Rozejmu. Komisja podejmuje działania w odpowiedzi na skargi i roszczenia przy pomocy swoich obserwatorów i maszynerii dochodzeniowej, jaką uzna za stosowną, w celu sprawiedliwego rozwiązania i zadowolenia obu Stron.
8. W przypadku, gdy przedmiotem sporu jest interpretacja znaczenia danego postanowienia niniejszej Umowy, interpretacja Komisji ma pierwszeństwo, z zastrzeżeniem do prawa do odwołania przewidzianym w paragrafie 4. Komisja, według własnego uznania i w razie potrzeby, może od czasu do czasu zalecić Stronom zmianę w przepisach niniejszej Umowy.
9. Mieszana Komisja Rozejmu przedstawia obu Stronom sprawozdania ze swojej działalności tak często, jak uzna to za konieczne. Kopia każdego takiego sprawozdania zostanie przedstawiona Sekretarzowi Generalnemu Narodów Zjednoczonych w celu przekazania właściwym organom lub agencjom Organizacji Narodów Zjednoczonych.
10. Członkom Komisji i jej Obserwatorom przyznaje się prawo swobodnego przemieszczania się i dostępu w obszarach objętych niniejszą Umową.
11. Wydatki Komisji, inne niż te odnoszące się do Obserwatorów Narodów Zjednoczonych, muszą być rozłożone w równych częściach między Strony niniejszej Umowy.

Artykuł XI
Żadne z postanowień niniejszej Umowy w żaden sposób nie narusza praw, roszczeń i stanowisk jakichkolwiek Stron w odniesieniu do ostatecznego pokojowego rozwiązania kwestii Palestyny.
Artykuł XII
1. Niniejsza Umowa nie podlega ratyfikacji i wejdzie w życie natychmiast po podpisaniu.
2. Umowa była negocjowana i zawarta zgodnie z rezolucją Rady Bezpieczeństwa z 16 listopada 1948 wzywającą do ogłoszenia zawieszenia broni w celu usunięcia zagrożenia pokoju w Palestynie oraz w celu ułatwienia przejścia z obecnego rozejmu do trwałego pokoju w Palestynie, i pozostaje w mocy do czasu osiągnięcia pokoju między Stronami, z wyjątkiem przypadków przewidzianych w paragrafie 3 niniejszego Artykułu.
3. Strony niniejszej Umowy mogą, za obopólną zgodą, zmienić Umowę lub którykolwiek z jej przepisów albo zawiesić jej stosowanie, poza Artykułami I i II, w dowolnym czasie. W przypadku braku porozumienia w okresie roku od daty wejścia w życie niniejszej Umowy, każda ze Stron może zwrócić się do Sekretarza Generalnego Narodów Zjednoczonych o zwołanie konferencji przedstawicieli obu Stron w celu dokonania przeglądu, zmienienia lub zawieszenia któregokolwiek z postanowień niniejszej Umowy, z wyłączeniem Artykułów I i II. Udział w takiej konferencji będzie obowiązkowy dla Stron.
4. Jeśli konferencja przewidziana w paragrafie 3 niniejszego Artykułu nie przyniesie rozwiązania punktu sporu, każda ze Stron może wnieść sprawę do Rady Bezpieczeństwa Narodów Zjednoczonych z żądaniem podjęcia przez Radę Bezpieczeństwa działań w celu osiągnięcia pokoju w Palestynie.
5. Niniejsza Umowa zastępuje Egipsko-Izraelskie Ogólne Porozumienie z Zawieszeniu Broni zawarte przez Strony w dniu 24 stycznia 1949.
6. Niniejsza Umowa zostaje podpisana w kilku egzemplarzach, po jednym egzemplarzu dla każdej ze Stron, dwie kopie dla Sekretarza Generalnego Narodów Zjednoczonych w celu przekazania do Rady Bezpieczeństwa Narodów Zjednoczonych i Komisji Rozjemczej Narodów Zjednoczonych, i jeden egzemplarz dla Mediatora Palestyny.

W dowód czego niżej podpisani przedstawicieli Umawiających się Stron podpisali, w obecności Mediatora Narodów Zjednoczonych w Palestynie i Szefa Sztabu Organizacji Nadzorującej Rozejm Narodów Zjednoczonych.
Sporządzono w Rodos, Wyspa Rodos, Grecja, 24 lutego 1949.
W imieniu Rządu Egiptu (podpisali) płk. Seif El Dine i płk. El Rahmani.
W imieniu Rządu Izraela (podpisali) dr Walter Etan, płk. Jigael Jadin, Elijjahu Sason.

## Reakcje i następstwa
Podpisanie tego rozejmu, pod pewnym względem, było porażką izraelskiej strategii politycznej. Wynikało to z faktu, że Egipt nie zgodził się na całkowite wycofanie swoich wojsk (utrzymał Strefę Gazy), nie uznał faktu istnienia państwa żydowskiego i nie podpisał trwałego porozumienia pokojowego, tylko zawieszenie broni. W rezultacie, wojna izraelsko-egipska została tylko przerwana na czas obowiązywania rozejmu. Wywiązując się z zawartego porozumienia, Izraelczycy wypuścili z okrążenia 4 Brygadę, która w dniach 26-27 lutego przemaszerowała do Gazy. Podobnie uczyniły egipskie oddziały z Zachodniego Brzegu, które również otrzymały zgodę na przemarsz przez izraelskie terytorium do Gazy. Podczas całej tej akcji, izraelskie oddziały pozostawały w gotowości na wypadek wznowienia walk na południu.